# Cielęciarki
Cielęciarki (słow. Teľaciarky) – górna część północnego grzbietu Brestowej Kopy (1913 m) w słowackich Tatrach Zachodnich. Nazwa jest pochodzenia ludowego. Dawniej tereny te były bowiem wypasane, należały do Hali Brestowa. Zachodnie, opadające do Doliny Wolarskiej stoki Cielęciarek są stosunkowo wyrównane, bez żlebów, natomiast w stokach wschodnich występują trzy żleby. W kolejności od południa na północ są to: Salatyński Żleb,  żleb bez nazwy uchodzący do Salatyńskiego Żlebu i Koszarzyskowy Żleb. Zimą żlebami tymi schodzą lawiny. W dolnej części poniżej Cielęciarek północny grzbiet Brestowej rozwidla się na dwa ramiona obejmujące dolinę Mącznicę.
Cielęciarki są trawiaste i miejscami skaliste. Są niedostępne turystycznie. Dawniej, przed utworzeniem parku narodowego, czasami turyści chodzili z Zuberca przez Cielęciarki na Brestową.

## Przypisy

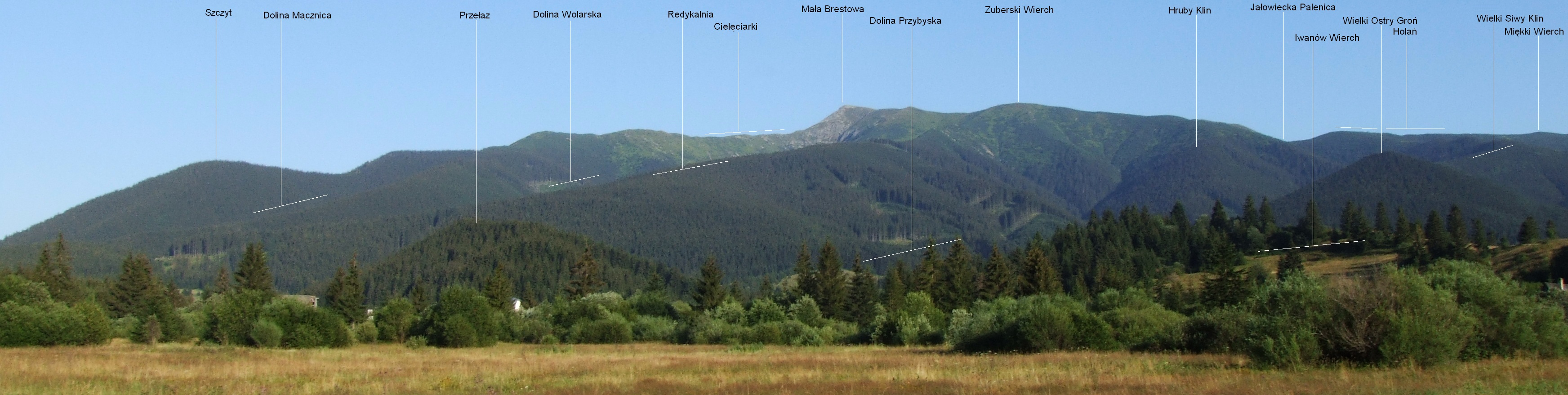
Widok z Zuberca